# Lejre Stadion
Lejre Stadion er et fodboldstadion i Lejre som er hjemsted for fodboldklubben FC Lejre.